# تپه خراسه دشت
تپه خراسه دشت مربوط به دوران‌های تاریخی پس از اسلام است و در شهرستان قزوین، بخش مرکزی، روستای ککچین واقع شده و این اثر در تاریخ ۲۵ اسفند ۱۳۸۰ با شمارهٔ ثبت ۵۵۷۸ به‌عنوان یکی از آثار ملی ایران به ثبت رسیده است.